# Eisenbahn Magazin
Das Eisenbahn Magazin (Eigenschreibweise: eisenbahn magazin) ist eine Zeitschrift zum Thema Eisenbahnen und Modelleisenbahnen, die seit 1963 erscheint. Bis 1972 erschien sie unter dem Titel Moderne Eisenbahn und wurde vom Alf Teloeken Verlag in Düsseldorf (zuletzt Alba-Publikation) herausgegeben. Der Vorgänger dieser Zeitschrift hieß Deutscher Eisenbahnfreund und erschien von 1959 bis 1962.
Im Zuge des Verkaufs des Verlags erscheint die Zeitschrift seit Ausgabe 1/2015 beim GeraMond Verlag.
Es war seit 1963 offizielles Organ des Bundesverbandes Deutscher Eisenbahn-Freunde. Jährlich wird zur Nürnberger Spielwarenmesse die Auszeichnung „Modell des Jahres“ in mehreren Kategorien verliehen.

## Ausgaben (Auswahl)
- Moderne Eisenbahn. Offizielles Organ des Bundesverbandes Deutscher Eisenbahnfreunde e. V. Alf Teloeken Verlag, 1963, ISSN 0342-1880, OCLC 312828651.
- Eisenbahn Magazin. Modellbahn Magazin. Alf Teloeken Verlag (später Alba Publikation), ISSN 0342-1902, OCLC 29828684.
- Moderne Eisenbahn, Nr. 1, 1963, Alba Publikation, Düsseldorf 1963 (PDF).
- Eisenbahn Magazin. Nr. 584. Alba Publikation, München Februar 2016 (archive.org).
- Eisenbahn Magazin. Nr. 592. Alba Publikation, München Oktober 2016 (archive.org).